# Шебедиха
Шебеди́ха —  село в Україні, в Коростенському районі Житомирської області. Входить до складу Олевської міської громади. Населення становить 76 осіб.

## Географія, клімат
На північному сході від села бере початок річка Погранична, права притока Уборті.
За кліматичною класифікацією Кеппена клімат Шебедихи вологий континентальний із теплим літом (Dfb).
| Клімат Шебедихи           | Клімат Шебедихи | Клімат Шебедихи | Клімат Шебедихи | Клімат Шебедихи | Клімат Шебедихи | Клімат Шебедихи | Клімат Шебедихи | Клімат Шебедихи | Клімат Шебедихи | Клімат Шебедихи | Клімат Шебедихи | Клімат Шебедихи | Клімат Шебедихи |
| Показник                  | Січ.            | Лют.            | Бер.            | Квіт.           | Трав.           | Черв.           | Лип.            | Серп.           | Вер.            | Жовт.           | Лист.           | Груд.           | Рік             |
| Середній максимум, °C     | −3              | −1,6            | 3,3             | 12,5            | 19,5            | 22,9            | 24,0            | 23,1            | 18,3            | 11,6            | 4,4             | −0,3            | 11,2            |
| Середня температура, °C   | −6              | −4,9            | −0,4            | 7,6             | 13,9            | 17,4            | 18,6            | 17,6            | 13,3            | 7,6             | 1,9             | −2,8            | 7,0             |
| Середній мінімум, °C      | −9              | −8,1            | −4              | 2,8             | 8,3             | 12,0            | 13,2            | 12,2            | 8,3             | 3,6             | −0,6            | −5,3            | 2,8             |
| Норма опадів, мм          | 38              | 31              | 32              | 47              | 57              | 90              | 93              | 70              | 56              | 42              | 45              | 44              | 645             |
| ------------------------- | --------------- | --------------- | --------------- | --------------- | --------------- | --------------- | --------------- | --------------- | --------------- | --------------- | --------------- | --------------- | --------------- |
| Джерело: climate-data.org |                 |                 |                 |                 |                 |                 |                 |                 |                 |                 |                 |                 |                 |

## Сьогодення
Поблизу села нелегально видобувають бурштин влітку 2015 року.

## Населення
Згідно з переписом УРСР 1989 року чисельність наявного населення села становила 151 особа, з яких 68 чоловіків та 83 жінки.
За переписом населення України 2001 року в селі мешкало 77 осіб.

### Мова
Розподіл населення за рідною мовою за даними перепису 2001 року:
| Мова       | Відсоток |
| ---------- | -------- |
| українська | 94,74 %  |
| російська  | 5,26 %   |